# Try (canção de Pink)
"Try" é uma canção da cantora norte-americana Pink, gravada para o seu sexto álbum de estúdio The Truth About Love. Foi composta por Busbee e Ben West, sendo que a sua produção esteve a cargo de Greg Kurstin. O tema foi enviado para as rádios australianas a 6 de Setembro de 2012 pela editora RCA Records.
"Try" recebeu críticas positivas de críticos de música que notaram que é uma das faixas destaque do álbum e o chamou de um sucesso. Comercialmente, a canção foi um sucesso, alcançando o número um na Espanha e os 10 melhores na Austrália, Áustria, Canadá, Alemanha, Itália, Nova Zelândia, Polônia, Suíça, Reino Unido e Estados Unidos, enquanto atingiram o top 20 em muitos países. O vídeo dirigido por Floria Sigismondi apresenta tiros de um rosa pintado e seu interesse amoroso masculino expressando suas frustrações através da dança contemporânea. A música também é uma faixa jogável no Guitar Hero Live.

## Antecedentes e lançamento
Pink confirmou que estava escrevendo letras e compondo música para o seu sexto álbum, sem título, que intitulou The Truth About Love eventualmente lançado, em setembro de 2012. Uma versão inicial do single principal do álbum, uma música chamada "Blow Me (One Last Kiss)", foi lançada on-line em 1 de julho de 2012, resultando em um single lançado uma semana antes do planejado. Rachel Raczka, do The Boston Globe, observou que "Try", o segundo single de The Truth About Love, também vazou em setembro de 2012. A canção foi originalmente cantada por GoNorthToGoSouth, uma banda liderada por Ben West e Michael Busbee. Originalmente, eles pensaram em dar a música para Kelly Clarkson e Daughtry; Adam Lambert gravou, mas de acordo com Busbee, ele "simplesmente não era o ajuste certo". A música foi finalmente lançada para Pink. A versão de Pink da música estreou no rádio em 6 de setembro de 2012. O "Try" estava entre uma das cinco músicas de letras que o Pink carregou em 12 de setembro, juntamente com as faixas do álbum "Slut Like You", "Just Give Me a Reason", com Nate Ruess da diversão., "Como é que você não está aqui" e "Estamos todos nós somos".

## Letra da música
A letra da música fala de alguém que tem problemas no amor, mas para vencer tem de se levantar e continuar a luta apesar das consequências.

### Letra em inglês
Oh, oh, ever wonder about what he's doing?
How it all turned to lies?
Sometimes I think that it's better to never ask why.
Where there is desire, there is gonna be a flame.
Where there is a flame, someone's bound to get burned.
But just because it burns doesn't mean you're gonna die.
You've gotta get up and try, and try, and try.
Gotta get up and try, and try, and, try.
You've gotta get up and try, and try, and try.
Eh, eh, eh, funny how the heart can be deceiving more than just a couple times.
Why do we fall in love so easy, even when it's not right?
Where there is desire, there is gonna be a flame.
Where there is a flame, someone's bound to get burned.
But just because it burns doesn't mean you're gonna die.
You've gotta get up and try, and try, and try.
Gotta get up and try, and try, and, try.
You've gotta get up and try, and try, and try.
Ever worry that it might ruin, and does it make you wanna cry? When you're out there doing what you're doing, are you just getting?
Tell me are you just getting by, by, by?
Where there is desire, there is gonna be a flame.
Where there is a flame, someone's bound to get burned.
But just because it burns doesn't mean you're gonna die.
You've gotta get up and try, and try, and try.
Gotta get up and try, and try, and, and try.
You've gotta get up and try, and try, and try
Gotta get up an try,  and try, and try, and try.
Gotta get up and try, and try, and try.
You've gotta get up and try, and try, and try.
Gotta get up and try, and try,  and try.
You've gotta get up and try, and try, and try.
Gotta get up and try, and try, and try.

## Desempenho nas tabelas musicais

### Posições
| Tabela musical (2012)                 | Melhor posição |
| ------------------------------------- | -------------- |
| Austrália - ARIA Charts               | 6              |
| Áustria - Ö3 Austria Top 40           | 4              |
| Brasil - Billboard Brasil Hot 100     | 86             |
| Brasil - Billboard Brasil Hot Pop     | 31             |
| Canadá - Canadian Hot 100             | 4              |
| Estados Unidos - '1'Billboard Hot 100 | 9              |
| Estados Unidos - Billboard Pop Songs  | 11             |
| França - SNEP                         | 17             |
| Nova Zelândia - RIANZ                 | 7              |
| Reino Unido - UK Singles Chart        | 8              |
| Suíça - Schweizer Hitparade           | 2              |

## Desempenho nas tabelas musicais

### Posições
| Tabela musical (2012)                 | Melhor posição |
| ------------------------------------- | -------------- |
| Austrália - ARIA Charts               | 6              |
| Áustria - Ö3 Austria Top 40           | 4              |
| Brasil - Billboard Brasil Hot 100     | 86             |
| Brasil - Billboard Brasil Hot Pop     | 31             |
| Canadá - Canadian Hot 100             | 4              |
| Estados Unidos - '1'Billboard Hot 100 | 9              |
| Estados Unidos - Billboard Pop Songs  | 11             |
| França - SNEP                         | 17             |
| Nova Zelândia - RIANZ                 | 7              |
| Reino Unido - UK Singles Chart        | 8              |
| Suíça - Schweizer Hitparade           | 2              |

## Créditos
Todo o processo de elaboração da canção atribui os seguintes créditos pessoais:
- Pink – vocalista principal;
- Busbee - composição;
- Ben West - composição;
- Greg Kurstin - produção, teclado, guitarra, baixo, programação, engenharia, mistura;
- Jesse Shatkin  - engenharia adicional.

## Histórico de lançamento
| País      | Data                  | Formato          | Editora discográfica |
| --------- | --------------------- | ---------------- | -------------------- |
| Austrália | 6 de Setembro de 2012 | Rádio mainstream | RCA                  |